# ジャック・レフトウィッチ
ジャック・ハリソン・レフトウィッチ（Jack Harrison Leftwich, 1998年9月26日 - ）は、 アメリカ合衆国アイオワ州リン郡シーダーラピッズ出身のプロ野球選手（投手）。右投右打。MLBのクリーブランド・ガーディアンズ傘下所属。

## 経歴
2017年のMLBドラフト39巡目（全体1175位）でデトロイト・タイガースから指名されたが、契約せずにフロリダ大学へ進学した。
2021年のMLBドラフト7巡目（全体216位）でクリーブランド・インディアンス（2022年よりインディアンス→ガーディアンズへと改称）から指名され、プロ入り。
2022年、傘下のA級リンチバーグ・ヒルキャッツでプロデビュー。A+級レイクカウンティ・キャプテンズでもプレーし、2チーム合計で24試合（先発15試合）に登板して8勝2敗、防御率2.72、140奪三振を記録した。
2023年はAA級アクロン・ラバーダックスでプレーし、23試合（先発14試合）に登板して6勝7敗、防御率5.19、70奪三振を記録した。

## 投球スタイル
速球は90～96mphほどを計測し、変化球ではスライダー（スイーパーとも言われる）とチェンジアップを投げる。